# فلیپر (فیلم ۱۹۶۳)
فلیپر فیلمی آمریکایی ساخته سال ۱۹۶۳ توسط آرتور ویس است. این فیلم رابطه پسر ۱۲ ساله‌ای با دلفینی زخمی را به تصویر می‌کشد. نویسندگان این فیلم ریکو براونینگ و جک کاودن بودند.
فیلم فلیپر الهام‌گر سریال‌های تلویزیونی فلیپر شد و چندین فیلم دیگر از روی آن ساخته شدند.